# Antagonista dels receptors de la interleucina-1
Un antagonista dels receptors de la interleucina-1 (IL-1RA) és una proteïna que en els humans està codificada pel gen IL1RN.
L'IL-1RA es va anomenar inicialment inhibidor de la interleucina-1 (IL-1) i va ser descobert per separat per part de dos laboratoris independents el 1984. L'IL-1RA és un agent que s'uneix de manera no productiva al receptor de la interleucina-1 de la superfície cel·lular (IL-1R), el mateix receptor que uneix la interleucina-1 (IL-1), impedint que la IL-1 enviï un senyal a aquella cèl·lula.